# Vanguard SLV1
Vanguard SLV1 (auch bekannt als Lyman-Alpha Satellite 1) war ein US-amerikanischer Forschungssatellit aus dem Vanguard-Projekt der NASA. Er ging bei einem Fehlstart verloren.

## Technik
Vanguard SLV1 wurde vom Naval Research Laboratory (NRL) gebaut. Er wog nur ca. 10 kg und hatte einen Durchmesser von ca. 50 cm. Die elektrische Energieversorgung erfolgte über Batterien und Solarzellen. Der Satellit war, abgesehen der unterschiedlichen Wellenlängen, identisch zu Vanguard TV5.

## Aufgabe
Das Ziel der Mission war es, Lyman-Alpha-Strahlung und die Weltraumumwelt zu erforschen. Der Satellit sollte das Spektrum 1100 bis 1300 Å abdecken.
Außerdem sollte die Vanguard-Trägerrakete weiter getestet werden.

## Startverlauf
Vanguard SLV1 wurde am 28. Mai 1958 auf einer Vanguard-Trägerrakete von der Cape Canaveral AFS gestartet. Der Flug lief bis zur 4. Minute nominal, als die zweite Stufe nicht richtig von der ersten abgetrennt wurde. Dies verursachte ein Kursabkommen, sodass keine Umlaufbahn erreicht werden konnte. Die Mission wurde als Fehlschlag bezeichnet.